# Mehitenweszhet
Mehitenweszhet (mḥỉ.t-m-wsḫ.t; „Mehit a csarnokban”) ókori egyiptomi királyné volt a XXVI. dinasztia idején. I. Pszammetik fáraó nagy királyi hitvese, II. Nékó fáraó és I. Nitókrisz főpapnő, valamint Meritneith hercegnő anyja. Apja Harsziésze, Héliopolisz főpapja, anyja Seta.
Említik Nitókrisz szarkofágján; vele együtt temették el Medinet Habuban.
Címei: A király felesége (ḥmt-nỉswt), Nagy királyi hitves, őfelsége számára az első (ḥmt-nỉswt wr.t tp.t-n-ḥm=f), Örökös hercegnő (ỉrỉỉ.t-pˁt), A Két Föld asszonya (ḥnwt-t3wỉ), Nagy tiszteletben álló (wr.t-ḥzwt), A kegyelem úrnője (nb.t-ỉm3.t).